# 707
| 707                |
| ------------------ |
| Dødsfald - Fødsler |
|                    |

| Gregoriansk kalender | 707 DCCVII              |
| Ab urbe condita      | 1460                    |
| Armensk kalender     | 156 ԹՎ ՃԾԶ              |
| Kinesiske kalender   | 3403 – 3404 丙午 – 丁未 |
| Etiopisk kalender    | 699 – 700               |
| Jødisk kalender      | 4467 – 4468             |
| Hindukalendere       |                         |
| - Vikram Samvat      | 762 – 763               |
| - Shaka Samvat       | 629 – 630               |
| - Kali Yuga          | 3808 – 3809             |
| Iransk kalender      | 85 – 86                 |
| Islamisk kalender    | 88 – 89                 |

- Se også Boeing 707, passagerfly
- Se også 707 (tal)

## Dødsfald
| År | Spire Denne artikel om et år, årti, århundrede eller årtusinde er en spire som bør udbygges. Du er velkommen til at hjælpe Wikipedia ved at udvide den. |